# Trzciniec Dolny
Trzciniec Dolny [ˈtʂt͡ɕiɲet͡s 'dolny] (deutsch Lehde) ist eine Ortschaft in der Gemeinde Bogatynia in Polen.

## Geographische Lage

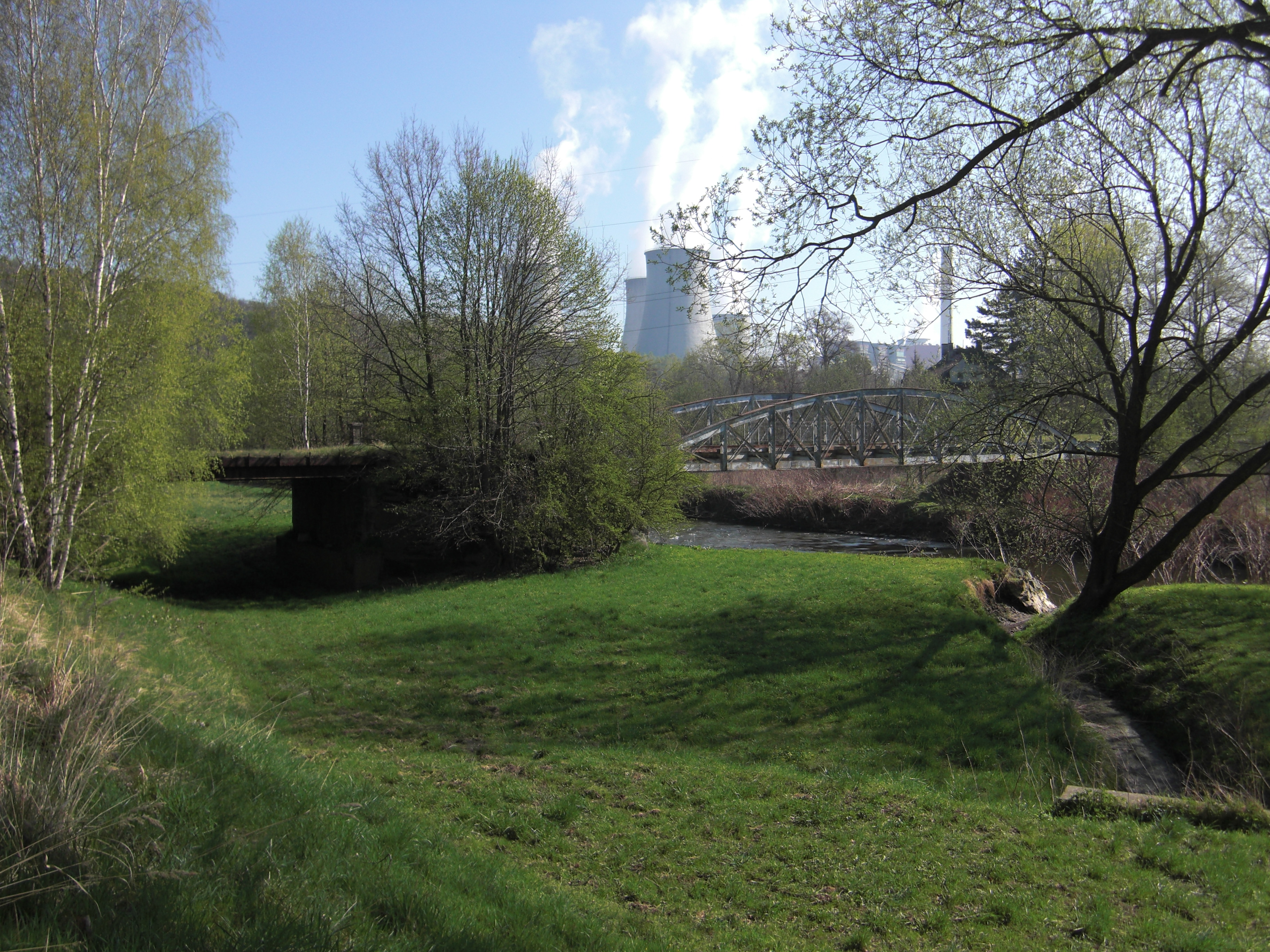
Brücke zur Ortschaft Lehde (2009)

Brücke zur Ortschaft Lehde (1908)

Trzciniec Dolny liegt an der Mündung der Miedzianka in die Lausitzer Neiße gegenüber dem Ortszentrum von Hirschfelde. Sie bildet die westliche Fortsetzung von Turoszów, mit dem der Ort zusammengewachsen ist und deshalb zumeist zugerechnet wird. Nach Westen wird der Ort durch die Neiße begrenzt, die die Landesgrenze zu Deutschland bildet. Im Norden erhebt sich über dem Tal der 265 Meter hohe Weinberg mit dem dahinterliegenden Dorf Trzciniec.

## Geschichte

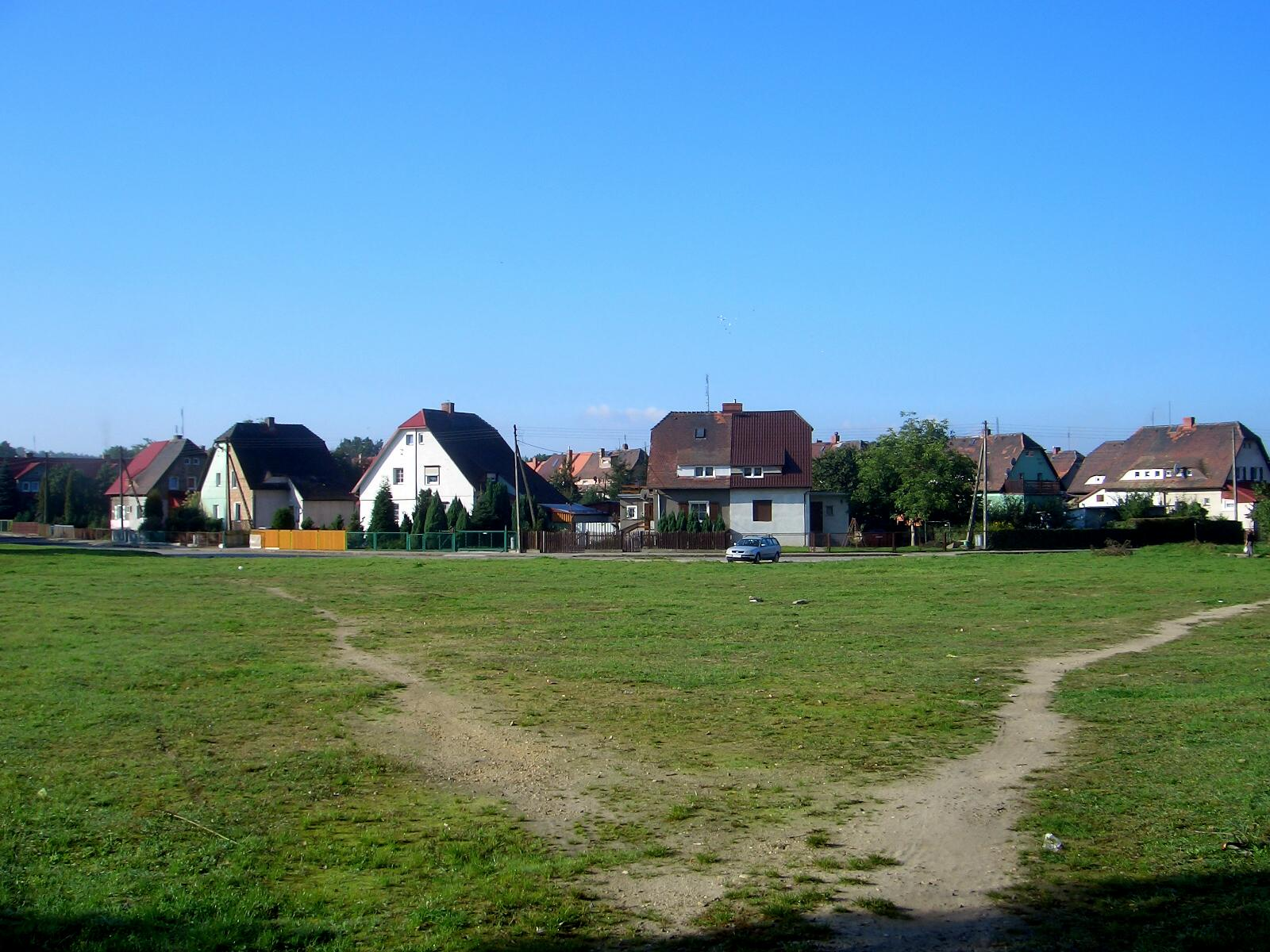
Häuser der Lehdesiedlung

Lehde entstand im 16. Jahrhundert als Leinewebersiedlung unterhalb des damals als Lehdeberg bezeichneten Weinberges. Der Ort am rechten Ufer der Neiße war kein eigenständiges Dorf, sondern seit seiner Gründung zu Hirschfelde gehörig.
Bis ins 20. Jahrhundert war Lehde ein beschauliches Örtchen, das fast ausschließlich aus Umgebindehäusern bestand. Auf dem Weinberg befand sich ein beliebtes Ausflugs- und Tanzlokal. 1897 entstand in Lehde ein Elektrizitätswerk. Mit Hirschfelde war Lehde durch eine Brücke über die Neiße verbunden.
Nach dem Bau des Großkraftwerkes Hirschfelde durch die ASW bestand in Hirschfelde großer Wohnbedarf für die Kraftwerker und für die Bergleute des ebenfalls in den Besitz der Gesellschaft übergegangenen Braunkohlenwerkes Herkules, das den Ursprung des Tagebaus Turów darstellt. Eine der nach 1920 errichteten Bergarbeitersiedlungen entstand südlich von Lehde am nördlichen Ufer der Küpper.
Nach dem Zweiten Weltkrieg wurde Lehde durch die Oder-Neiße-Grenze polnisch und Teil der Gemeinde Turoszów. Seit 1973 gehört der Ort zu Bogatynia.